# クアラ・ルンプール中央郵便局

クアラ・ルンプール中央郵便局

クアラ・ルンプール中央郵便局は、マレーシアの首都クアラ・ルンプールの郵便局である。Pos Malaysia Berhadが管理している。